# 丝梗茜草
丝梗茜草（学名：Rubia filiformis）为茜草科茜草属下的一个种。